# Igor Ivanovics Szecsin
Igor Ivanovics Szecsin (oroszul: Игорь Иванович Сечин; Leningrád, 1960. szeptember 7. –) orosz üzletember, politikus. A Rosznyefty igazgatótanácsának elnöke, 2004-től Vlagyimir Putyin orosz elnök tanácsadója, az Elnöki Adminisztráció helyettes vezetője.
1984-ben végzett a Leningrádi Állami Egyetemen, ahol francia és portugál nyelvet tanult. 1984–1986 között katonaként szolgált.

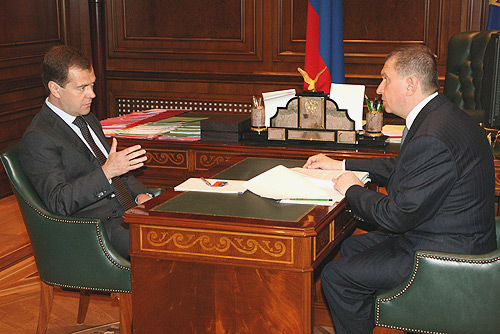
Dmitrij Medvegyevvel 2008-ban